# Slovenska popevka 1970
Slovenska popevka 1970 je potekala od 11. do 13. junija v ljubljanski Hali Tivoli. Pesmi so ponovno peli v dveh izvedbah, novost pa je bilo, da je bila druga izvedba mednarodna oziroma jugoslovanska. Festivala so se tako udeležili pevci iz tujine in drugih jugoslovanskih republik.

## Nastopajoči
I. večer
| #   | Slovenska izvedba          | Tuja izvedba                  | Naslov pesmi                     | Avtor glasbe     | Avtor besedila   | Avtor aranžmaja |
| --- | -------------------------- | ----------------------------- | -------------------------------- | ---------------- | ---------------- | --------------- |
| 1.  | Eva Sršen                  | Francine (Francija)           | Album moje babice                | Damjan Tozon     | Mirjam Tozon     | Mojmir Sepe     |
| 2.  | Metka Štok                 | Karl Kaindl (Avstrija)        | Nocoj                            | Saša Pirc        | Branko Šömen     | Milan Mihelič   |
| 3.  | Elda Viler                 | Peter Rubin (Zahodna Nemčija) | Kitara                           | Vladimir Stiasny | Vladimir Stiasny | Jože Privšek    |
| 4.  | Vlado Samec                | Viliam Sobolič (Slovaška)     | Oj, deklica                      | Miča Lesjak      | Edvard Kocbek    | Mario Rijavec   |
| 5.  | Lidija Kodrič & Bele vrane | Gianni Nazzaro (Italija)      | Ti si moj pravi človek           | Ati Soss         | Branko Šömen     | Ati Soss        |
| 6.  | Braco Koren                | Gianni Nazzaro (Italija)      | Verjel sem ti                    | Jure Robežnik    | Smiljan Rozman   | Jure Robežnik   |
| 7.  | Delial                     | Mária Toldy (Madžarska)       | Riba in rak                      | Aleš Kersnik     | Elza Budau       | Jani Golob      |
| 8.  | Sonja Gabršček             | Biserka Spevec (Hrvaška)      | Iščemo očka                      | Bojan Adamič     | Ervin Fritz      | Bojan Adamič    |
| 9.  | Majda Sepe                 | Arsen Dedić (Hrvaška)         | Pesem o pomladi in prijateljstvu | Mojmir Sepe      | Dušan Velkaverh  | Mojmir Sepe     |
| 10. | Bele vrane                 | Kvartet Cetra (Italija)       | Mini maxi                        | Jože Privšek     | Dušan Velkaverh  | Jože Privšek    |

II. večer
| #   | Slovenska izvedba           | Tuja izvedba                                        | Naslov pesmi           | Avtor glasbe  | Avtor besedila  | Avtor aranžmaja |
| --- | --------------------------- | --------------------------------------------------- | ---------------------- | ------------- | --------------- | --------------- |
| 1.  | Jožica Svete                | Senka Veletanlić (Bosna in Hercegovina)             | Tivoli                 | Miča Lesjak   | Mirjam Tozon    | Borut Lesjak    |
| 2.  | Irena Kohont                | Josephine Stahl (Velika Britanija)                  | Psalm                  | Djuro Penzeš  | Duša Repinc     | Mario Rijavec   |
| 3.  | Ditka Haberl                | Barbara Ruskin (Velika Britanija)                   | Vse ali nič            | Jure Robežnik | Elza Budau      | Jure Robežnik   |
| 4.  | Meta Malus                  | Miro Ungar (Hrvaška)                                | Moje poti              | Dušan Porenta | Dušan Porenta   | Milan Mihelič   |
| 5.  | Mladi levi                  | Korni grupa (Srbija)                                | Ljubezen               | Borut Lesjak  | Elza Budau      | Dečo Žgur       |
| 6.  | Alenka Pinterič             | Patsy MacLean (Velika Britanija)                    | Nežnosti               | Ati Soss      | Elza Budau      | Ati Soss        |
| 7.  | Bor Gostiša                 | Barbara Ruskin & Josephine Stahl (Velika Britanija) | Smeh                   | Bor Gostiša   | Dušan Velkaverh | Jure Robežnik   |
| 8.  | Tatjana Gros                | Noëlle Cordier (Francija)                           | Ljubim te              | Aleš Kersnik  | Elza Budau      | Mario Rijavec   |
| 9.  | Edvin Fliser                | Long John Baldry (Velika Britanija)                 | Solza, ki je ne prodam | Jože Privšek  | Dušan Velkaverh | Jože Privšek    |
| 10. | Marjana Deržaj & Bele vrane | Annarita Spinaci (Italija)                          | Valeta                 | Mojmir Sepe   | Dušan Velkaverh | Mojmir Sepe     |

## Seznam nagrajencev
Nagrade občinstva
- 1. nagrada: Mini maxi Jožeta Privška (glasba) in Dušana Velkaverha (besedilo) v izvedbi skupine Bele vrane v alternaciji s Kvartetom Cetra
- 2. nagrada: Moje poti Dušana Porente (glasba in besedilo) v izvedbi Mete Malus v alternaciji z Mirom Ungarom
- 3. nagrada: Pesem o pomladi in prijateljstvu Mojmirja Sepeta (glasba) in Dušana Velkaverha (besedilo) v izvedbi Majde Sepe v alternaciji z Arsenom Dedićem

Nagrade strokovne žirije
- 1. nagrada: Solza, ki je ne prodam Jože Privška (glasba) in Dušana Velkaverha (besedilo) v izvedbi Edvina Fliserja v alternaciji z Long Johnom Baldryjem
- 2. nagrada: Ti si moj pravi človek Atija Sossa (glasba) in Branka Šömna (besedilo) v izvedbi Lidije Kodrič & Belih vran v alternaciji z Giannijem Nazzarom
- 3. nagrada: Ljubim te Aleša Kersnika (glasba) in Elze Budau (besedilo) v izvedbi Tatjane Gros v alternaciji z Noëlle Cordier

Nagrada za besedilo
- Dušan Velkaverh za pesem Solza, ki je ne prodam

Nagrada za aranžma
- Mojmir Sepe za pesem Pesem o pomladi in prijateljstvu

## Izdaja vinilne plošče
Vinilna plošča s festivala je bila prelomen dogodek v slovenski diskografski zgodovini, saj je bila prva plošča kakega slovenskega festivala natisnjena v Sloveniji - do tedaj so plošče slovenskih popevk izhajale v Zagrebu in Beogradu, nekaj malega pa pri Gallusu - Mladinski knjigi, a ta je nosilce zvoka prav tako tiskala zunaj meja Republike Slovenije.
Zaradi prostorske stiske je bilo na veliki plošči štirinajstimi popevk od dvajsetih, izvedenih na festivalu - med njimi ni bilo alternacij. Na mali plošči je založba še posebej izdala pesem Iščemo očka Sonje Gabršček, ki sicer ni dobila nagrade, a se je prijela pri poslušalcih. Na hrbtni strani te male plošče so objavili še Mini maxi Belih vran.